# Dee Dee Ramone
Dee Dee Ramone, pseudonimo di Douglas Glenn Colvin (Fort Lee, 18 settembre 1951 – Hollywood, 5 giugno 2002), è stato un musicista, rapper e cantautore statunitense, conosciuto principalmente per essere stato il bassista nonché principale compositore dello storico gruppo punk Ramones.
Colvin scrisse molte delle canzoni dei Ramones, incluse 53rd & 3rd, Love Kills e Poison Heart. È stato bassista della band dal 1974 fino al 1989, quando la lasciò per intraprendere una carriera nel mondo del rap sotto il nome di "Dee Dee King". Comunque continuò a comporre per il suo precedente gruppo fino al 1996, anno dello scioglimento della formazione.
Nel 1995/1996 scrisse la sua autobiografia My Right to Survive supervisionata dalla sua ragazza dell'epoca Connie Island Ramone (Connie Savio) poi pubblicata insieme a Veronica Kaufmann nel 1997 col titolo " Poison Heart surviving the Ramones".
Dee Dee era dipendente da sostanze stupefacenti da quando era ragazzo, continuò ad esserlo per tutta la vita; morì infatti per overdose di eroina il 5 giugno del 2002 a Los Angeles.

## Biografia
Colvin nacque a Fort Lee, in Virginia, e trascorse i primi anni a Berlino, figlio di un soldato statunitense e di una donna tedesca. I suoi genitori si separarono poco dopo la sua nascita, e lui visse nella capitale tedesca fino a 16 anni, quando, con la madre si trasferì a Forest Hills, quartiere del distretto di Queens a New York. Lì incontrò John Cummings e Tamás Erdélyi, i futuri Johnny e Tommy Ramone. Tra loro nacque presto un'amicizia, aiutata dal fatto che i tre abitavano vicini l'uno all'altro. Nel 1974 Cummings e Colvin formarono i Ramones con il cantante Jeffrey Hyman (il futuro Joey Ramone); fu quest'ultimo a cantare, visto che Dee Dee non riusciva a farlo suonando contemporaneamente.
Dee Dee ha scritto quasi tutte le canzoni dei Ramones. Johnny Ramone non era molto felice del fatto che le sue canzoni parlassero spesso di vita di strada e droga ma Dee Dee Ramone scrisse i più grandi capolavori di questo gruppo.
Iniziò la carriera di rapper sotto il nome di "Dee Dee King" nel 1987 ma il disco non ottenne buone vendite: venne pubblicato il singolo Funky Man nello stesso anno e nel 1989 l'album Standing in the Spotlight, che è ricordato dai fans. 
Sempre nel 1989 Dee Dee lasciò i Ramones.
Visto il fallimento del disco rap, nel 1990 Dee Dee tornò al punk rock suonando la chitarra elettrica in gruppi come gli Sprokkett e gli Spikey Tops.
Nel novembre del 1991 suonò la chitarra per un paio di settimane con i Murder Junkies, la band di GG Allin.
Nel 1992 Colvin formò una nuova band, The Chinese Dragons.
Il gruppo venne poi chiamato Dee Dee Ramone I.C.L.C. (I.C.L.C. sta per Inter-Celestial Light Commune) e fu attivo dal 1994 al 1996, con Dee Dee alla chitarra, John Carco al basso e l'olandese Danny Arnold Lommen alla batteria.Dee Dee Ramone InterCelestial Light Commune fu un progetto di Dee Dee che ottenne un discreto successo.
Nel 1995 la band pubblicò I Hate Freaks Like You, a cui partecipò anche Nina Hagen. 
Per promuovere l'album, il gruppo intraprese un tour lungo più di dieci mesi in oltre venti nazioni.
Sempre nel 1995, una volta terminato il tour, il gruppo si recò ad Amsterdam per registrare il secondo album; Dee Dee in quel periodo ebbe dei problemi con l'etichetta discografica, la Rough Trade World Service, e per questo la band perse il contratto. Ricevuta la notizia, John Carco decise di lasciare la band e di andare a Los Angeles per un altro gruppo, Metro, con Frankie O. e Pete Stahl.
Due canzoni scritte da Carco e da Dee Dee per il primo album I Hate Freaks Like You sono state utilizzate dai Ramones nel loro ultimo disco del 1995, ¡Adios Amigos!.
Nel 1996 Dee Dee fu invitato all'ultimo show dei Ramones al Palace di Los Angeles, dove eseguì le parti vocali per Love Kills: si dimenticò due versi (pur avendo scritto la canzone).

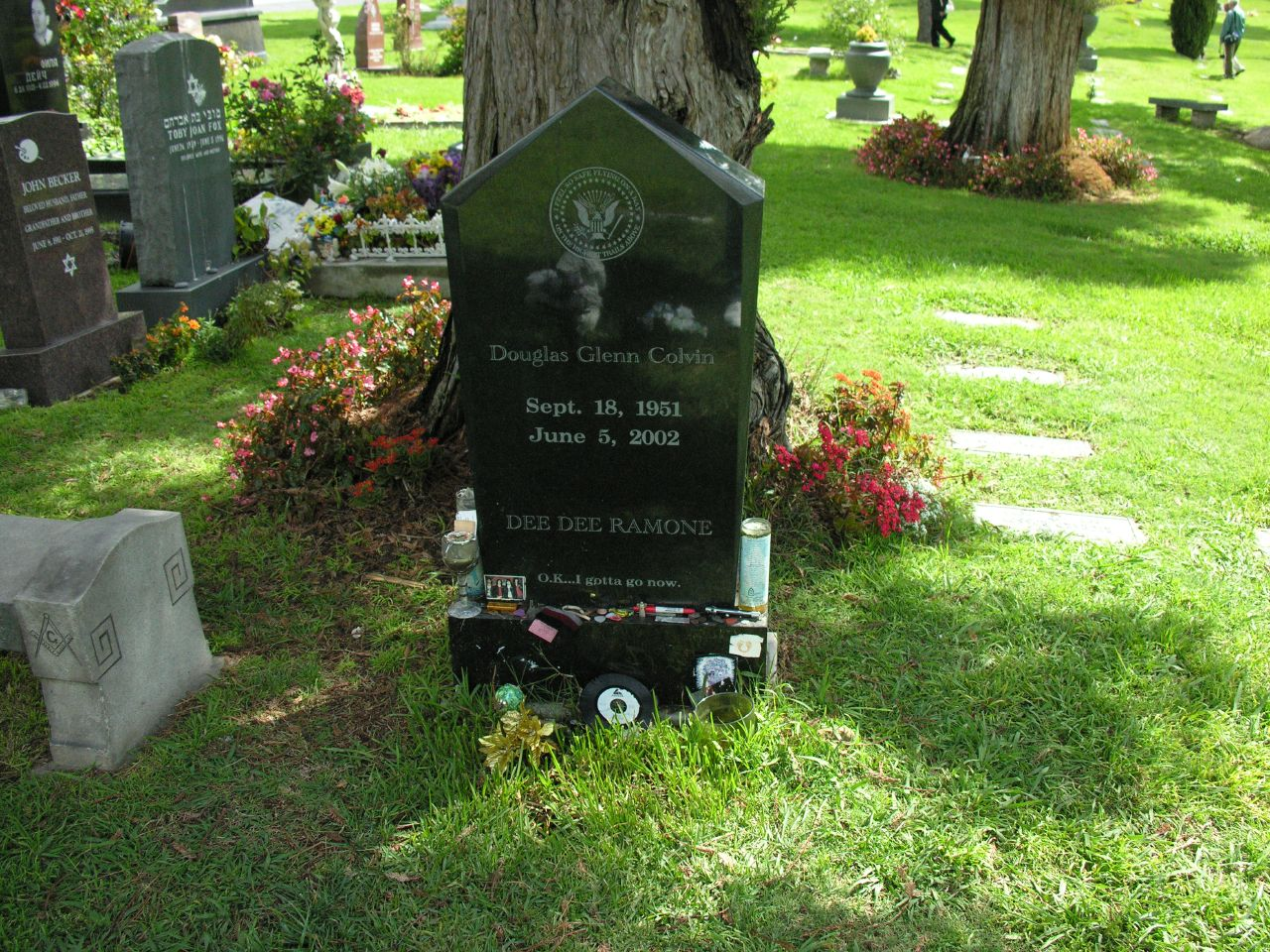
Tomba di Dee Dee all'Hollywood Forever Cemetery

Dopo il ritiro dalle scene, Colvin formò una band tributo dei Ramones, The Ramainz, con Barbara Zampini e con il batterista dei Ramones  Marky. Registrò anche alcuni album da solista con il nome Dee Dee Ramone: Zonked/Ain't It Fun, Hop Around e Greatest & Latest. Nel nuovo millennio collaborò con Paul Kostabi, leader della band hardcore punk Youth Gone Mad, già chitarrista dei White Zombie. Kostabi aiutò Colvin a iniziare una nuova carriera come pittore e registrarono anche alcune canzoni.
Nel 2000 formò un gruppo col chitarrista Christian Martucci; la formazione consisteva in Dee Dee alla voce e al basso, Christian Martucci alla voce e alla chitarra elettrica, e Anthony Smedile alla batteria. Con l'eccezione di due concerti (uno al "The Spa" di New York - registrato nell'album live Too Tough to Die Live - e un altro al "Makeup Club"), si tratta dell'ultima band con cui Dee Dee ha suonato dal vivo. Martucci compare nell'ultimo libro di Dee Dee, Legend of a Rock Star, A Memoir: The Last Testament of Dee Dee Ramone, con il nome di "Chris the Creep".
Il cadavere di Colvin fu rinvenuto il 6 giugno 2002 dalla moglie Barbara nel suo appartamento di Hollywood, in California. La causa ufficiale della morte fu overdose di eroina.
È sepolto all'Hollywood Forever Cemetery, nel Garden of Legends, dove un anno dopo il decesso è stata posta una lapide di marmo nero alla quale molti fans dei Ramones portano fiori ed omaggi per ricordarlo:
(Tratto da Highest Trails Above dall'album Subterranean Jungle.)

## Da solista

### Album in studio
- 1989 - Standing in the Spotlight
- 1994 - Chinese Bitch 4 Song CD-EP
- 1995 - I Hate Freaks Like You
- 1997 - Zonked
- 2000 - Hop Around
- 2000 - Greatest & Latest
- 2003 - Too Tough to Die Live
- 2007 - I (still) Hate Creeps Like You

### Singoli
- 1987 - Funky Man
- 1993 - What About Me?
- 1994 - Chinese Bitch
- 1995 - Reflection from the Sun
- 1997 - I Am Seeing U.F.O's
- 2002 - Do the Bikini Dance
- 2002 - Bikini Bandits
- 2002 - Dee Dee Ramone / Terrorgruppe split single
- 2002 - Born to Lose
- 2002 - Dee Dee Ramone

## Videografia
- 1979 - Rock 'n' Roll High School
- 1990 - Lifestyles of the Ramones
- 1997 - We're Outta Here!
- 1998 - Ramones - Around the World
- 2003 - Hey is Dee Dee Home?
- 2003 - End of the Century: The Story of the Ramones
- 2004 - Ramones: Raw
- 2007 - It's Alive 1974-1996

### Apparizioni in compilation
- 2001 - A Punk Tribute to Metallica